# Alfred Bartoš
Alfréd Bartoš (23 de septiembre de 1916, Viena – 22 de junio de 1942, Pardubice) fue un soldado checoslovaco, miembro de la resistencia antinazi checoslovaca durante la Segunda Guerra Mundial. De 1941 a 1942 fue comandante de un grupo de paracaidistas en la Operación Silver A, que colaboró con el grupo Anthropoid en el atentado contra el Reichsprotektor Reinhard Heydrich. El descubrimiento de la radio de este grupo condujo a la Masacre de Lídice.

## Juventud

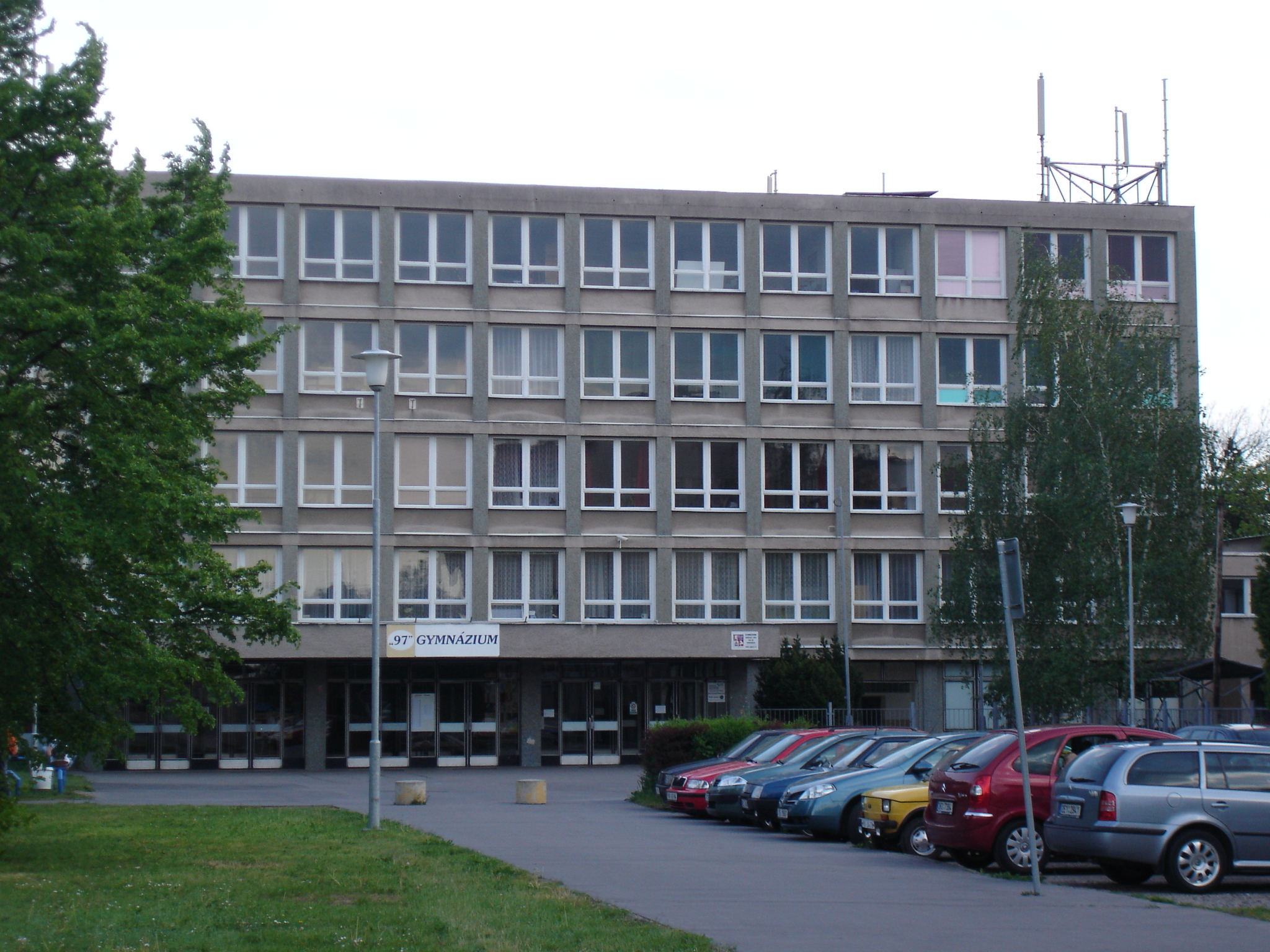
Escuela secundaria de Pardubice

Nació el 23 de septiembre de 1916 en Viena en el seno de la familia de Adolf Bartoš, sastre, y Antonie Bartošová, nacida Kuželov. Después de la Primera Guerra Mundial, la familia se trasladó a Sezemice cerca de Pardubice, donde su padre comenzó a trabajar como panadero.
Estudió en la escuela secundaria de Sezemice y a partir de 1930 continuó sus estudios en la Escuela secundaria de Pardubice, donde fue uno de los mejores estudiantes. Aprobó su examen de matura en 1935 con honores.

## Servicio militar
El 1 de octubre de 1935 comenzó su servicio militar básico en el 8º Regimiento de Caballería en Pardubice. Fue ascendido a cabo el 23 de diciembre de 1935 y a sargento el 25 de julio de 1936 después de graduarse de la escuela de oficiales de caballería en reserva el 5 de septiembre de 1936. Luego continuó sus estudios en la Academia Militar en Hranice, terminándola el 29 de agosto de 1937 como teniente de caballería. Hasta la ocupación alemana el 15 de marzo de 1939 sirvió en el 8º Regimiento de Dragones en Pardubice.

## Huida del Protectorado
En 1939 salió legalmente hacia Francia, donde inicialmente trabajó en el consulado checoslovaco en París y desde el 8 de junio se unió a la Legión Extranjera. Después de servir en Túnez al comienzo de la Segunda Guerra Mundial, regresó a Francia y fue incorporado al ejército checoslovaco en el extranjero el 26 de septiembre de 1939 y el 16 de noviembre se unió al 2º Regimiento checoslovaco como segundo ayudante del comandante. Participó en los combates en el frente francés. Después de la derrota de Francia, llegó el 13 de julio de 1940 en el barco "Rod el Farag" a Inglaterra, donde se convirtió en el comandante de la 1ª sección de la 1ª compañía del 2º batallón de infantería.

## Estancia en Gran Bretaña
En la primavera de 1941 se ofreció voluntario para el entrenamiento en operaciones especiales en territorio enemigo. Después de completar el entrenamiento, fue nombrado comandante del grupo Silver A.

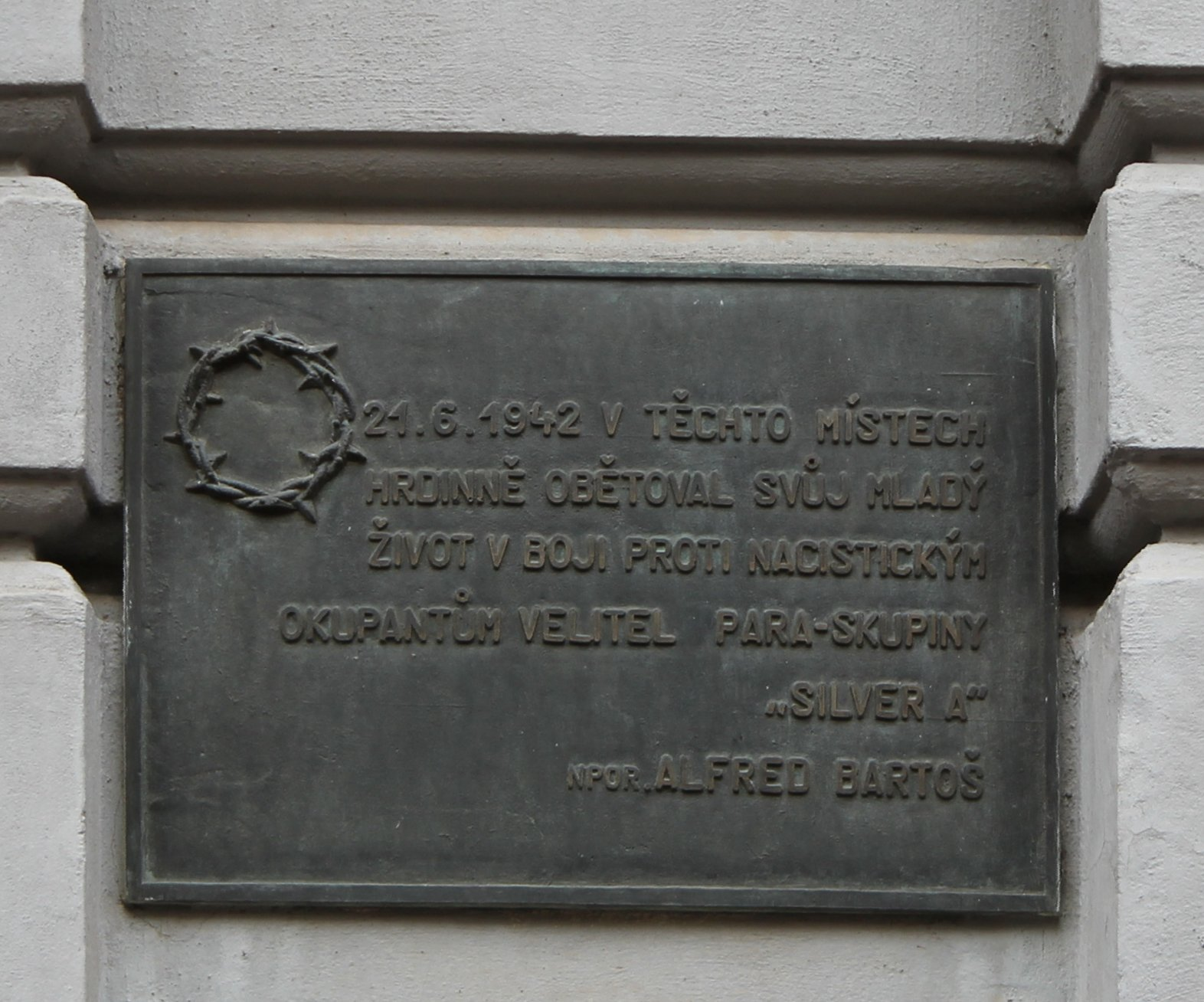
Placa conmemorativa en la casa número 405, Smilova ulice, Pardubice, donde Bartoš fue capturado por la Gestapo

## Aterrizaje en el Protectorado de Bohemia y Moravia
La principal tarea de la Operación Silver A fue mantener la comunicación con Inglaterra y transmitir mensajes importantes sobre la situación en el Protectorado mediante una radio (nombre en clave Libuše). Después de varios intentos fallidos el 29 de octubre, 7 y 30 de noviembre, el aterrizaje se realizó junto con los participantes de los grupos Anthropoid y Silver B en la noche del 28 al 29 de diciembre de 1941. Fue lanzado junto con Josef Valčík y Jiří Potůček cerca de Senice, cerca de Poděbrady (en lugar de la localidad originalmente planeada de Heřmanova Městce). Para cumplir con su tarea, fue equipado con documentos del Protectorado bajo el nombre falso de Emil Sedlák.
Una de las principales actividades de Bartoš fue informar a Londres sobre la situación en el Protectorado. Informó a la emigración que no se podía confiar en las direcciones de contacto que los paracaidistas recibieron antes del aterrizaje, ya que Gestapo había logrado destruir la red de resistencia.
Su grupo logró establecer una extensa red de colaboradores, incluidos hasta 140 miembros, y en marzo de 1942 restableció el contacto con el capitán de Estado Mayor Václav Morávek, perdido después de la liquidación de las estaciones de radio Sparta I y Sparta II. También lograron establecer un centro de recepción para paracaidistas aterrizados en la encuadernación de libros de Jan Vojtíšek en Lázně Bělohrad. En su actividad de resistencia, fue ayudado, entre otros, por el hotelero de Pardubice Arnošt Košťál. En enero de 1942, el teniente coronel Bartoš fue ascendido a capitán de manera excepcional.
Después de ser descubierto por la Gestapo, Bartoš fue perseguido. El 21 de junio de 1942 cayó en una trampa y, al intentar escapar, intentó suicidarse; falleció a causa de sus heridas la noche siguiente.

## Honores póstumos y conmemoraciones
- Después de la liberación de la república, fue ascendido póstumamente a capitán de estado mayor de caballería y en 2002 se le otorgó póstumamente el rango de coronel del Ejército de la República Checa.[2]
- En 2007 se inauguró un monumento en Sezemice, su ciudad natal.[4][5]
- En Pardubice, en la esquina de las calles Smilovy y Sladkovského, hay una placa conmemorativa en el lugar donde el desesperado Alfréd Bartoš se disparó. Una de las calles más importantes del barrio de Polabiny en Pardubice también lleva su nombre.

## Condecoraciones
Alfréd Bartoš fue condecorado con diversas distinciones por su valentía y servicio durante la Segunda Guerra Mundial. Entre ellas se encuentran:
- Cruz de Guerra francesa por valentía (Croix de guerre),[6] otorgada el 26 de agosto de 1940.
- Cruz de Guerra checoslovaca 1939, otorgada el 28 de octubre de 1940.
- Cruz de Guerra checoslovaca 1939, otorgada por segunda vez el 28 de octubre de 1942.
- Medalla Conmemorativa del Ejército Checoslovaco en el Extranjero, con distintivo de Francia y Gran Bretaña, otorgada el 7 de marzo de 1944.
- Cruz de Guerra checoslovaca 1939, otorgada por tercera vez el 28 de octubre de 1945.
- Orden Militar Checoslovaco por la Libertad, Estrella Dorada, otorgada en 1949.
- Orden de la Bandera Roja, otorgada en 1968.
- Orden de Milan Rastislav Štefánik, III. clase, otorgada en 1992.

Estas condecoraciones destacan su compromiso y dedicación en el servicio militar y en la resistencia contra la ocupación nazi.